# Mietvilla August Große

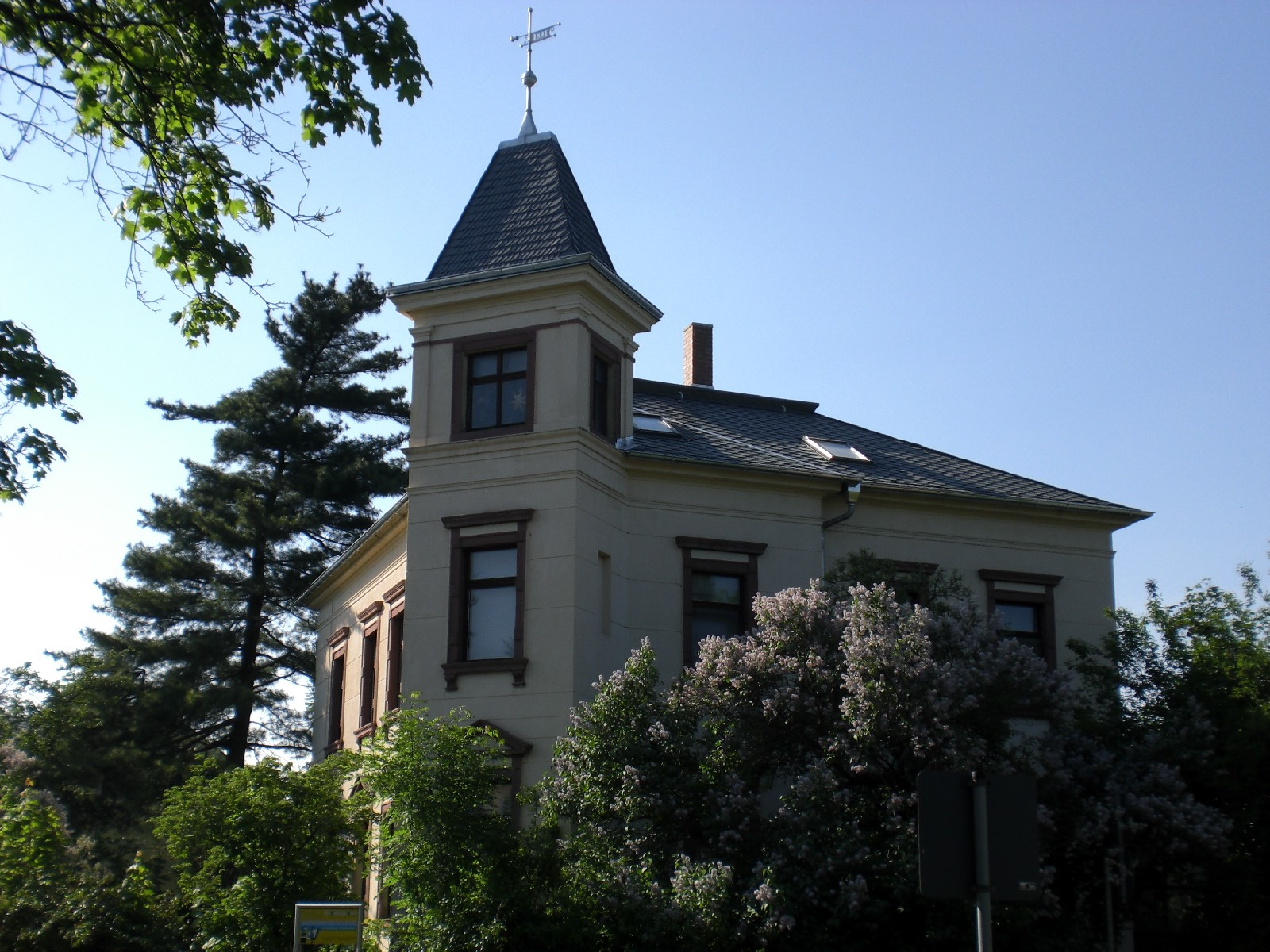
Mietvilla Ledenweg 13

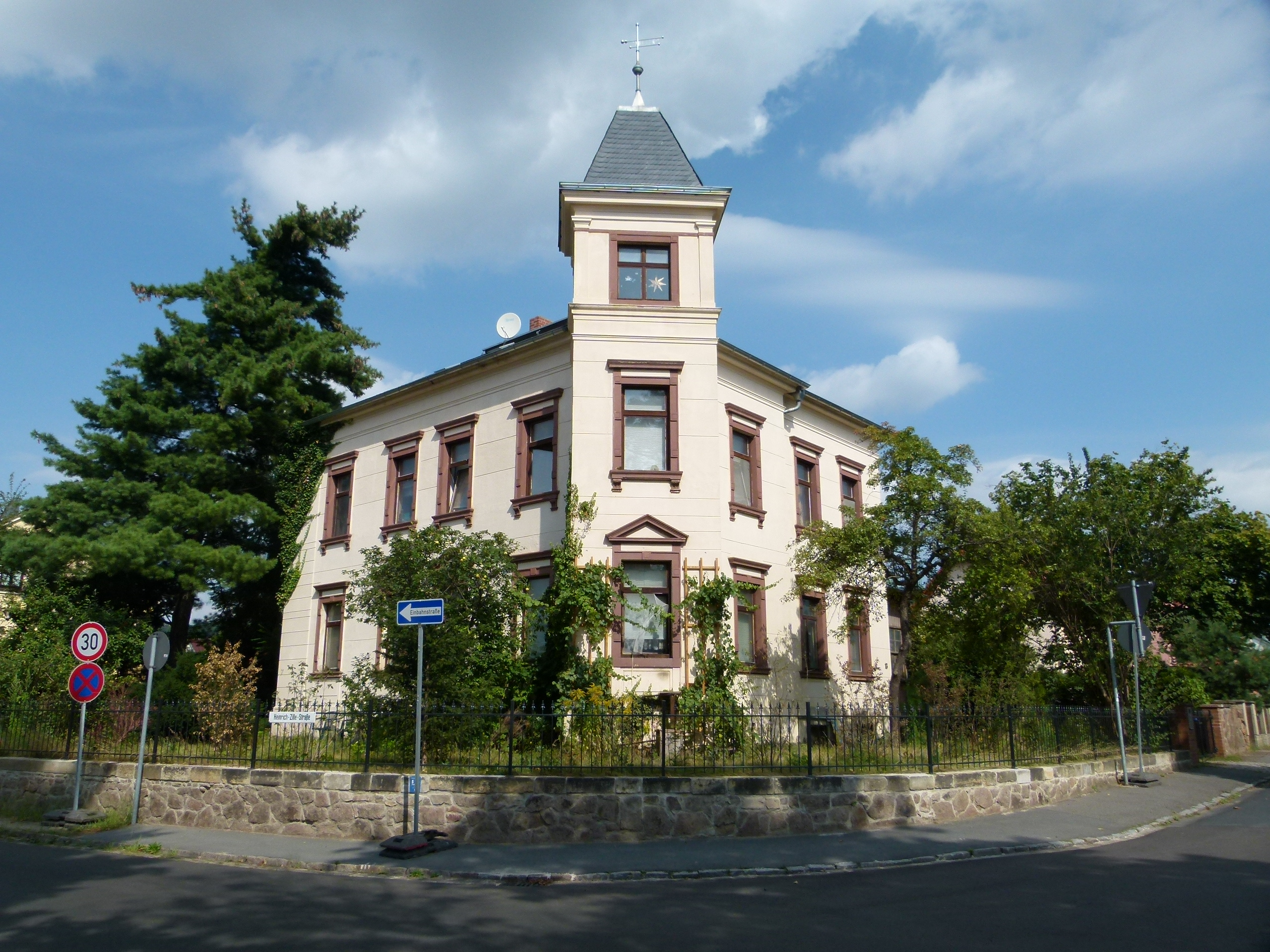
Mietvilla Ledenweg 13

Die Mietvilla Ledenweg 13, die sich der Baumeister und Amtsmaurermeister August Große 1890 auf eigener Parzelle errichtete, liegt im Stadtteil Niederlößnitz der sächsischen Stadt Radebeul, in der damaligen Schulstrasse 1.

## Beschreibung
Die zweigeschossige, mitsamt Einfriedung unter Denkmalschutz stehende Mietvilla liegt auf einem Eckgrundstück zur Heinrich-Zille-Straße, ehemals Grenzstraße zwischen Niederlößnitz und Kötzschenbroda.
Das Gebäude steht auf einem Sockel aus rotem Granit, das flache, abgeplattete und überkragende Walmdach ist heute wieder verschiefert. Die auf der Originalzeichnung von 1890/91 vorgesehene Wetterfahne auf dem Turm wurde erst 2009 ergänzt. Der nur geringfügig veränderte Putzbau weist am Turm eine ziegelsteinsichtige Bandgliederungen auf. Die ehemals ornamentierten Jalousienbleche in den Fenstern sind nicht mehr erhalten.

## Geschichte
Im Jahr 1830 verkaufte der Maurermeister Gottfried Große das Grundstück an den Weinbauern Carl August Hasse, in dessen Besitz es sich bis 1886 befand. Einen Teil des Grundstücks verkaufte dieser 1876 an den Handarbeiter Carl Gottlieb Günter, der 1876 ein Auszüglerhaus errichtete.
Im Jahr 1886 wurde der Amtsmaurermeister August Große Besitzer des restlichen Grundstücks. Er stellte 1890 den Antrag auf Errichtung eines neuen Hauses, das noch im November 1891 fertig wurde. Ein erster Umbau wurde bereits 1892 auf der Originalzeichnung von August Große mit dem Einbau einer Waschküche und der Ergänzung des Hauses durch eine offene Veranda beantragt.
Anna Johanna Pauline Julie gesch. Patzcker geb. Liedtke (Tante des Schauspielers Harry Liedtke) kaufte 1915 das Grundstück in der damaligen Schulstraße 1. Mit dem Zusammenschluss von Kötzschenbroda und der Niederlößnitz wurde diese zum Ledenweg 13.
Die erste Etage vermietete A. Patzcker viele Jahre an den Oberschulrat Dr. Bertold Hartmann, der wohl in der auf der Straße gelegenen Grundschule unterrichtete. Sie vererbte das Grundstück 1938 an Curt Höhne, der bis Ende der 1960er Jahre die Firma Curt Höhne Radiomechanik im Haus betrieb. Seine Witwe führte die Radioreparaturfirma bis etwa 1975.

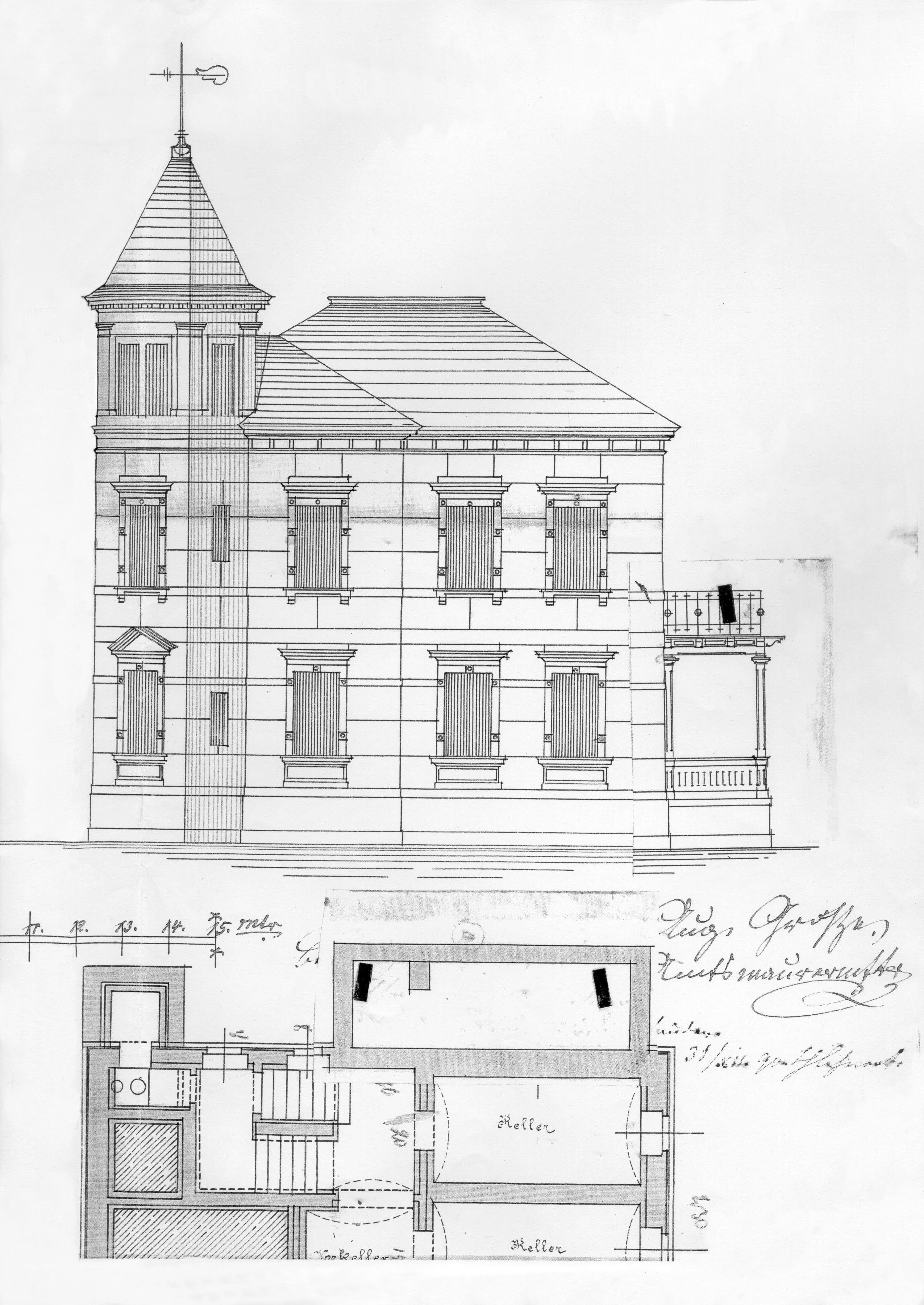
Bauzeichnung (1890) der Mietvilla Ledenweg 13 mit Unterschrift von August Große und aufgeklebten Änderungen (1892)
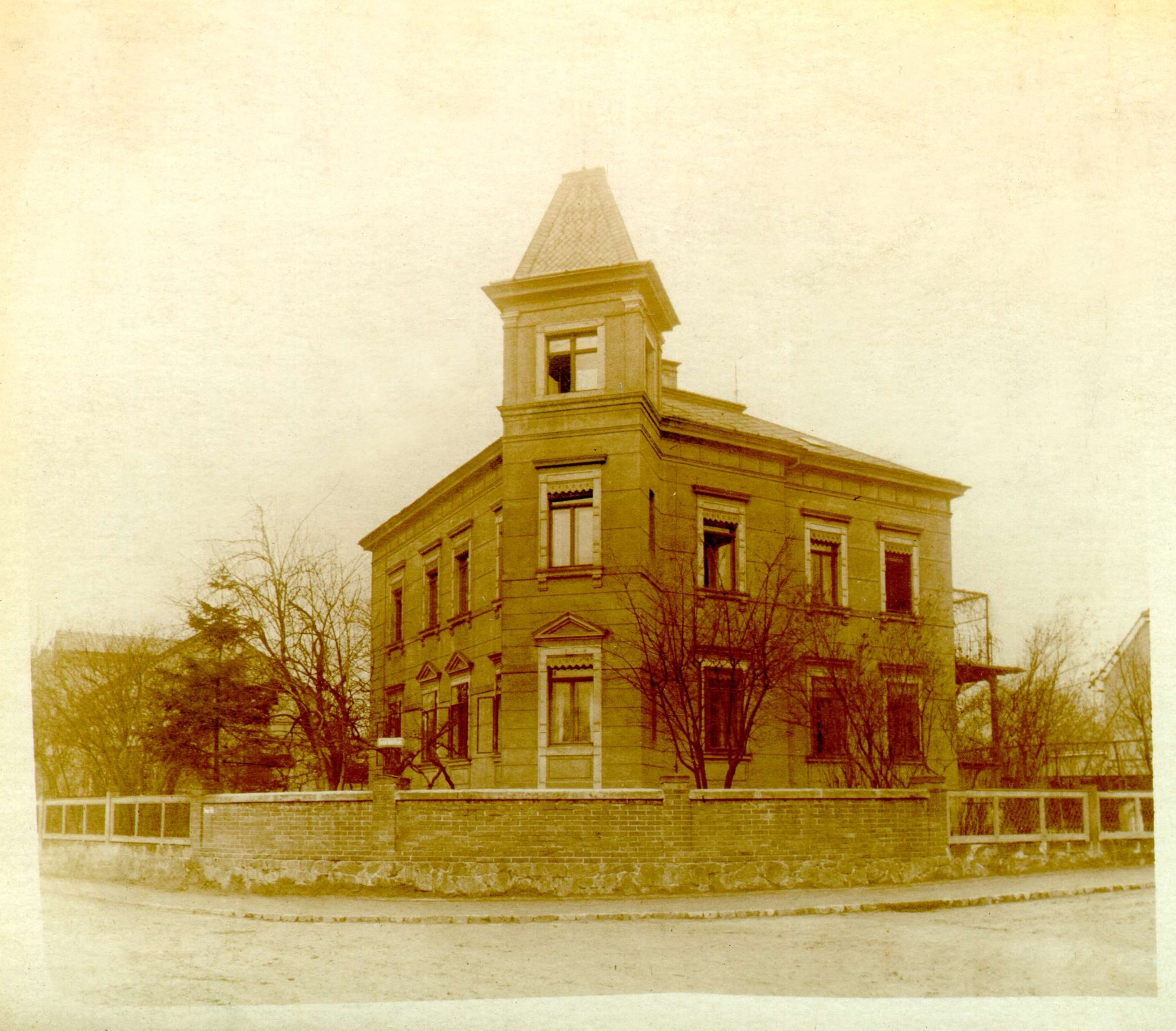
Foto wahrscheinlich aus dem Jahr des Besitzwechsels 1937/38
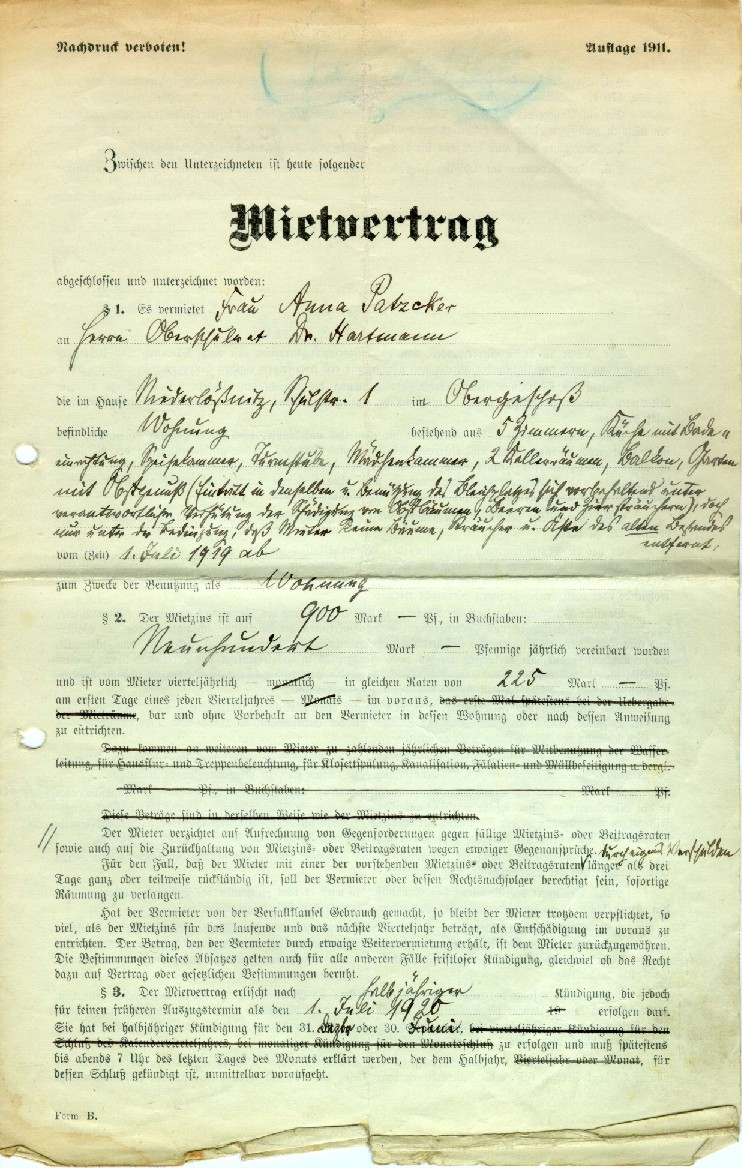
Mietvertrag von Oberschulrat Dr. Bertold Hartmann aus dem Jahre 1918